# Agrostis chonotica
Agrostis chonotica é uma espécie de gramínea do gênero Agrostis, pertencente à família Poaceae.